# Mucuri (kommun)
Mucuri är en kommun i Brasilien.   Den ligger i delstaten Bahia, i den sydöstra delen av landet, 900 km öster om huvudstaden Brasília. Antalet invånare är 36 043.
Följande samhällen finns i Mucuri:
- Mucuri

Omgivningarna runt Mucuri är huvudsakligen savann. Runt Mucuri är det glesbefolkat, med 14 invånare per kvadratkilometer.